# Trapianto (botanica)
Nella coltivazione delle piante, il trapianto è un'operazione colturale che consiste nel trasferire le piante da un luogo di crescita ad un altro. Il trapianto si compone di tre fasi: asportazione della pianta, trasporto e ripianamento.
Il trapianto viene utilizzato in orticoltura, in arboricoltura e nel giardinaggio. Le piante possono essere trapiantate a radice nuda o con il "pane di terra", cioè con le radici ricoperte da una zolla di terreno; quest'ultima modalità viene preferita per piante più delicate e con ridotte capacità di rigenerare le radici danneggiate. Per trapiantare conviene fare il fosso uguale alla forma del pane di terra e in alcuni casi possibilmente più grande onde evitare il cosiddetto stress da trapianto. È anche consigliabile quando si decide di trapiantare alcune piantine, mettere prima vicino le piantine in cerchio in modo da acclimatare tali ortaggi, per poi proseguire nel trapianto vero e proprio. 
In orticoltura, rispetto alla semina diretta il trapianto presenta alcuni vantaggi, che consistono nel risparmio di semi, nella possibilità di anticipare l'epoca di alcune colture, nel migliore sfruttamento del terreno, nei minori rischi di fallanze. Le piantine vengono seminate in semenzaio e trapiantate quando hanno raggiunto un certo sviluppo. Nei piccoli orti l'operazione viene effettuata a mano; le piante vengono prelevate con l'aiuto di un attrezzo detto trapiantatoio e messe a dimora (cioè trasferite) nel terreno, dove sono stati praticati dei fori per accoglierle. Nelle grandi superfici il trapianto viene eseguito con apposite macchine dette trapiantatrici.
In arboricoltura le piante vengono prelevate dal semenzaio e trapiantate in stazioni intermedie del vivaio (piantonaio, nestaio); quando hanno raggiunto le dimensioni volute vengono messe a dimora nel terreno, dopo avere scavato una fossa di dimensioni adeguate ed avere eseguito la concimazione.
Una forma di trapianto praticata nel giardinaggio è il rinvaso, che consiste nel trasferire una pianta da un vaso ad un altro più grande.